# 神子久忠
神子 久忠（かみこ ひさただ、1941年 - ）は、日本の建築評論家、ジャーナリスト。
1967年日本大学建築学科を卒業後、新建築編集部、相模書房、日刊建設通信新聞社をへて日刊建設工業新聞社編集部長。神楽坂建築塾顧問もつとめる。2009年神子編集室設立。
共著に『建築21世紀はこれからだ―編集者・写真家 三〇〇年の視点』（スパイラル 2013）、共に『村野藤吾著作集』(同朋舎出版 1991)がある。
| スタブアイコン | サブスタブ | この項目は、まだ閲覧者の調べものの参照としては役立たない、文人（小説家・詩人・歌人・俳人・作詞家・作家・放送作家・随筆家（コラムニスト）・文芸評論家）に関連した書きかけの項目です。この項目を加筆・訂正などしてくださる協力者を求めています（P:文学/PJ:作家）。 |